# 安城市民会館
安城市民会館（あんじょうしみんかいかん）は、愛知県安城市桜町18番28号にある多目的ホール。

## 概要
敷地面積10,448.12平方メートル、建築面積3,645.82平方メートル、延床面積6,693.41平方メートル。ホール棟と会議棟の2棟からなる。鉄骨鉄筋コンクリート造3階建であり、1,200席のサルビアホールを核とする。舞台は間口20メートル、奥行14メートル、高さ14メートル。
安城市の市制20周年記念事業として建設された。総事業費は6億4500万円。

## 歴史
- 1972年（昭和47年）3月31日 - 竣工。
- 1972年（昭和47年）5月5日 - 開館[1]。

## 施設
- サルビアホール（1200席）
- 大会議室
- 第1会議室
- 第3会議室
- 第4会議室
- 第5会議室
- 楽屋
- リハーサル室
- 展示室
- 視聴覚室
- 講座室
- 和室